# WrestleMania XV
WrestleMania XV fue la decimoquinta edición de WrestleMania, evento de pago por visión de lucha libre profesional de la World Wrestling Federation. El evento se dio el 28 de marzo de 1999 en el First Union Center en Filadelfia (Pensilvania). La frase para WrestleMania XV fue "The Ragin' Climax". El tema oficial del evento fue "Rage" compuesta por el compositor Jim Johnston.

## Resultados

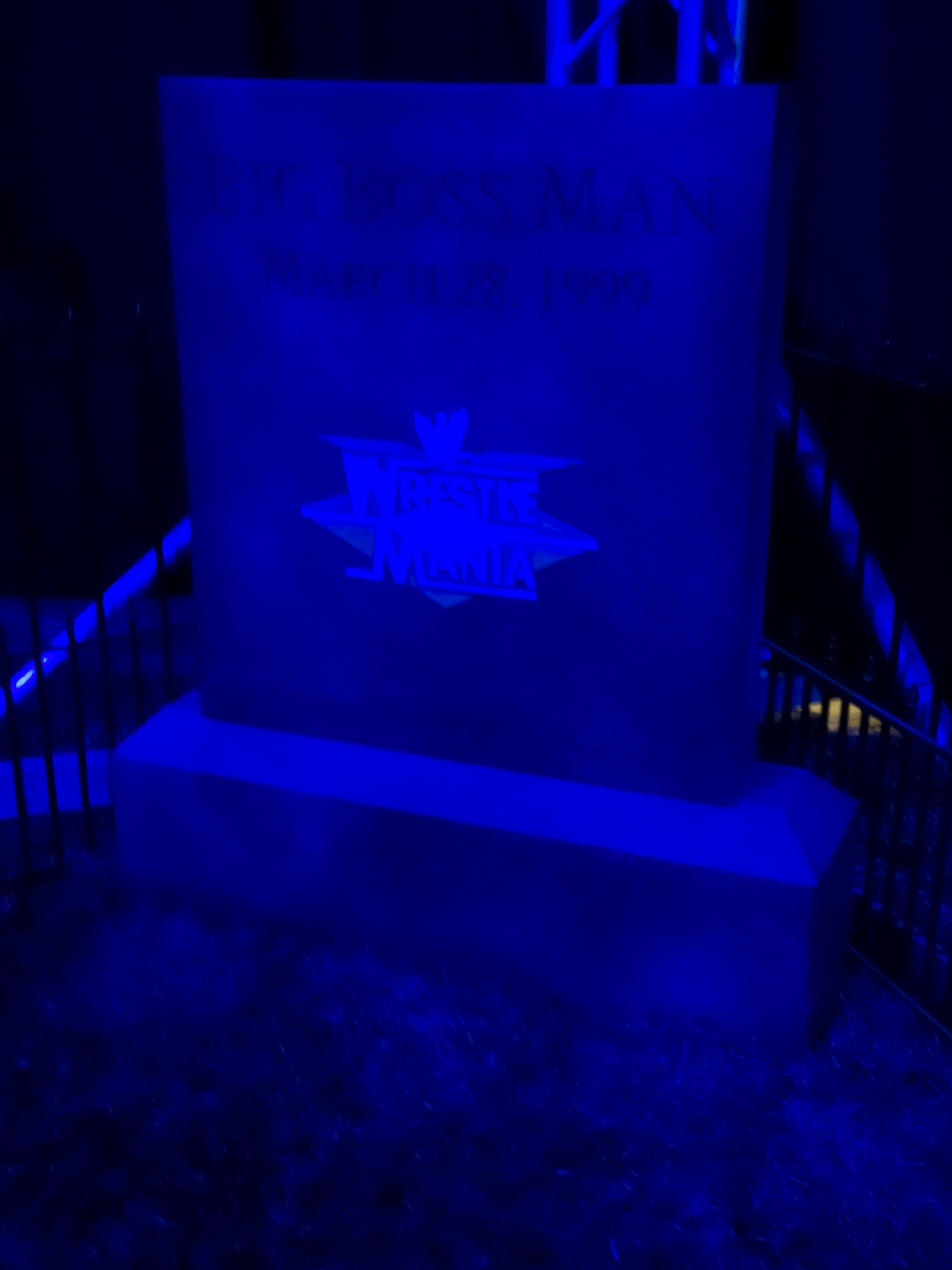
Tumba marcando la derrota de Big Boss Man a manos de The Undertaker.

- Sunday Night HEAT: Jacqueline (con Terri Runnels) derrotó a Ivory (1:24)
  - Jacqueline cubrió a Ivory después de un "Back Suplex Drop".
  - Después de la lucha Jaqueline y Runnels trataron de atacar a Ivory pero Tori llegó a socorrerla.
- Sunday Night HEAT: D'Lo Brown & Test ganaron la 21-Men Battle Royal, ganando una oportunidad por el Campeonatos en Parejas de la WWF.(4:16)
  - Brown y Test finalmente eliminaron a Droz y The Godfather.
  - Los ganadores eran las dos últimas personas en quedar en el ring.
  - Los otros participantes fueron:Steve Blackman, Bradshaw, Brian Christopher, 8-Ball, Skull, Faarooq, Gillberg, Jeff Hardy, Matt Hardy, Hawk, Animal, Mideon, Rocco Rock, Johnny Grunge, Tiger Ali Singh, Scott Taylor y Viscera
- Hardcore Holly derrotó a Billy Gunn (c) y Al Snow en una Hardcore match ganando el Campeonato Hardcore de la WWF (7:06)
  - Holly cubrió a Snow después de un "Fame-ass-er" de Gunn.
- Owen Hart & Jeff Jarrett (con Debra) derrotaron a Test & D'Lo Brown (con Ivory) reteniendo los Campeonatos en Pareja de la WWF (3:58)
  - Jarrett cubrió a Brown después de un "Dropkick" de Hart.
  - Ivory fue atacada nuevamente por Jacqueline y Terri.
- Butterbean derrotó a Bart Gunn (con Vinny Paz como Árbitro Especial) una pelea de boxeo (0:35)
  - Butterbean dejó inconsciente a Gunn a los 35 segundos del primer round.
  - Los jueces para la lucha fueron Gorilla Monsoon, Chuck Wepner, y Kevin Rooney.
- Mankind derrotó a The Big Show por descalificación (6:50)
  - Big Show fue descalificado después de aplicarle a Mankind una "Chokeslam" sobre dos sillas.
  - El ganador del combate sería el Árbitro Especial Invitado para el Main Event.
  - Después de la lucha, Big Show le aplicó una "Chokeslam" a Vince McMahon, debido a esto, fue arrestado.
- Road Dogg derrotó a Ken Shamrock, Goldust (con The Blue Meanie y Ryan Shamrock) y Val Venis en una Elimination match reteniendo el Campeonato Intercontinental de la WWF (9:47)
  - Shamrock y Venis fueron eliminados por cuenta de fuera.
  - Road Dogg cubrió a Goldust después de un golpe accidental de Ryan Shamrock.
- Kane (con Chyna) derrotó a Triple H por descalificación (11:33)
  - Triple H fue descalificado después de que Chyna atacara a Kane con una silla de acero.
  - Antes de la lucha, Triple H le aplicó un "Low Blow" a Kane.
  - Después de la lucha, Triple H atacó a Kane con una silla.
  - Durante su entrada Kane fue atacado por Pete Rose disfrazado del San Diego Chicken, buscando venganza por lo ocurrido el año anterior, pero fue desenmascarado y recibió nuevamente un Tombstone Piledriver de parte de Kane.
- Sable derrotó a Tori reteniendo el Campeonato Femenino de la WWF (5:09)
  - Sable cubrió a Tori después de un "Sable Bomb"
  - Durante la lucha, Nicole Bass debutó atacando a Tori.
- Shane McMahon (con Test) derrotó a X-Pac reteniendo el Campeonato Europeo de la WWF (8:41)
  - McMahon cubrió a X-Pac después de un "Pedigree" de Triple H, mientras Chyna distraía al árbitro, cambiando Triple H a heel.
  - Antes de la lucha, Pat Patterson y Gerald Brisco atacaron a X-Pac mientras entraba pero este contraataco.
  - Durante la lucha, X-Pac le aplicó un "Bronco Buster" a Test.
  - Después de la lucha, Road Dogg y Billy Gunn acudieron a ayudar a X-Pac pero Triple H y Test los contraatacaron hasta que fueron salvados por Kane.
- The Undertaker (con Paul Bearer) derrotó a The Big Boss Man en un Hell in a Cell Match (9:46)
  - Undertaker cubrió Big Boss Man después de un "Tombstone Piledriver"
  - Después de la lucha, The Brood bajó con cuerdas y lanzaron una soga atada al techo de la jaula, atándola Undertaker al cuello de Boss Man, ahorcándolo (kayfabe) cuando Bearer ordenó subir la jaula.
  - Undertaker aumento su invicto a 8-0
- Stone Cold derrotó a The Rock en un No disqualification match (con Mankind como Árbitro Especial) ganando el Campeonato de la WWF (16:52)
  - Austin cubrió a Rock después de revertirle un "Rock Bottom" en un "Stone Cold Stunner".
  - Antes de la lucha Vince McMahon se autoproclamó Árbitro Especial Invitado, pero el comisionado Shawn Michaels se lo impidió.
  - Durante la lucha Vince McMahon atacó a Earl Hebner (el segundo árbitro que interfirió luego de que el primero fuera noqueado) y a Austin mientras Mankind, quien era el Árbitro Especial Invitado, atacó a McMahon, para luego ser atacado por The Rock y finalmente realizar la cuenta de 3 a favor de Stone Cold.
  - Luego de la lucha Vince McMahon le exigió el título a Austin pero este le aplicó una "Stone Cold Stunner" y celebró con Earl Hebner.